# Jérémy Maison
Jérémy Maison (Auxerre, Yonne, 21 de juliol de 1993) és un ciclista francès ja retirat. Fou professional del 2016 al 2019.

## Palmarès
- 2013
  - 1r al Gran Premi de Villapourçon
- 2014
  - 1r al Tour del Lot-et-Garonne
  - 1r a la París-Auxerre
  - 1r alTour de Côte-d'Or i vencedor d'una etapa
- 2015
  - Vencedor d'una etapa al Tour del Jura
  - Vencedor d'una etapa a la Ronda de l'Isard d'Arieja

### Resultats a la Volta a Espanya
- 2017. 63è de la classificació general